# Festival Internacional de la Cultura de Boyacá 2016
La 44.ª edición del Festival Internacional de la Cultura de Boyacá, celebrada en la ciudad colombiana de Tunja, tuvo lugar entre el 23 de noviembre y el 27 de noviembre de 2016. El evento contó con la presencia de grandes orquestas sinfónicas y filarmónicas del mundo, óperas, zarzuelas, piezas teatrales de gran formato enmarcadas dentro de obras de la literatura universal, danzas folclóricas y ballets, entre otros eventos. En esta edición el país invitado fue Cuba, pero no se contó con departamento o ciudad invitada como en años anteriores. 
El evento está organizado por:
Carlos Andrés Amaya (Gobernador de Boyacá)
Nancy Johana Amaya (Gestora Social del Departamento)
Martha Carolina Lozano (Secretaria de Cultura y Turismo de Boyacá)
Miguel Alberto Vergara (Gerente del FIC)
Jorge Enrique Pinzón (Gerente Fondo Mixto de Cultura de Boyacá)
Tania Jurado (Asesoría de Comunicaciones)
Mossert David Cabrejo (Coordinador General FIC)

## Artistas destacados
| País participante | Arte   | Artista-Evento       |
| ----------------- | ------ | -------------------- |
| Colombia          | Música | Herencia de Timbiquí |
| Colombia          | Música | Fonseca              |
| Colombia          | Música | Manuel Medrano       |
| Puerto Rico       | Música | Robi Draco Rosa      |
| Cuba              | Música | José Luis Barba      |
| Cuba              | Música | Amaury Gutiérrez     |
| Cuba              | Música | Celia Cruz All Star  |
| Venezuela         | Música | Franco de Vita       |